# Taça Fronteira da Paz
A Taça Fronteira da Paz foi um torneiro amistoso de futebol que teve duas edições.
A primeira disputada no dia 27 de junho de 2010, pelos times do Grêmio Foot-Ball Porto Alegrense, do Brasil e o Club Nacional de Football, do Uruguai.
A segunda disputada no dia 4 de julho de 2010, pelos times do Sport Club Internacional, do Brasil e o Club Atlético Peñarol, do Uruguai.
Ambos jogos foram realizado no Estádio Atilio Paiva Olivera, na cidade de Rivera (Uruguai).

## Final I
| 27 de junho   | Nacional | 1 – 3 | Grêmio | Estádio Atilio Paiva Oliveira, Rivera |
| 16:00 (UTC-3) |          |       |        | Árbitro: BRA Leonardo Gaciba          |

| Taça Fronteira da Paz      |
| -------------------------- |
| GRÊMIO Campeão (1º título) |

## Final II
| 4 de julho    | Peñarol | 0(1) – (2)0 | Internacional | Estádio Atilio Paiva Oliveira, Rivera |
| 16:00 (UTC-3) |         |             |               | Árbitro: BRA Márcio Chagas da Silva   |

| Taça Fronteira da Paz             |
| --------------------------------- |
| INTERNACIONAL Campeão (1º título) |